# محوطه داشخانه
محوطه داشخانه که مربوط به سدهٔ ۵ تا ۸ هجری قمری است و در یک کیلومتری شمال روستای زالی واقع شده است. این اثر و در تاریخ ۲۲ آبان ۱۳۸۶ با شمارهٔ ثبت ۱۹۹۷۳ به عنوان یکی از آثار ملی ایران به ثبت رسیده‌است.